# Xcopy
Sous DOS et Windows, l'instruction xcopy saisie dans l'interpréteur de commandes copie des fichiers et des arborescences de répertoires à la différence de la commande copy qui copie uniquement des fichiers. La commande équivalente sous Unix est cp.